# Getto tranzytowe w Izbicy

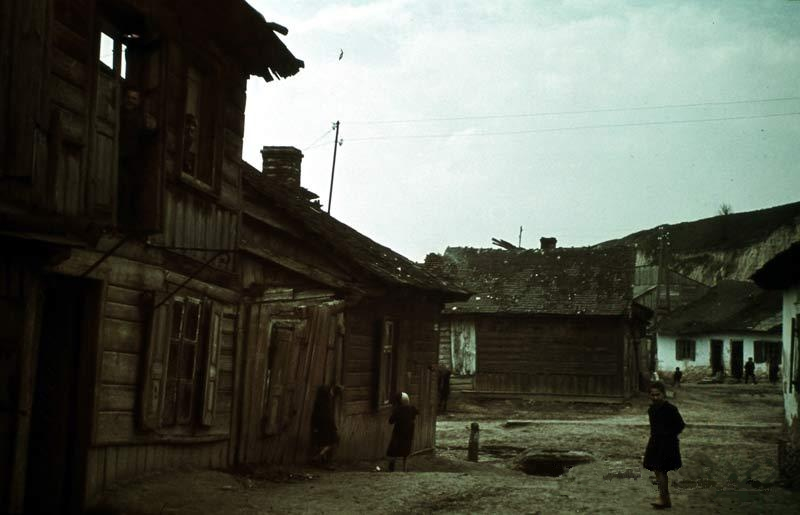
Getto tranzytowe w Izbicy, data nieznana

Getto tranzytowe w Izbicy – getto dla ludności żydowskiej utworzone przez okupantów niemieckich w Izbicy.
W czasie okupacji w Izbicy nie funkcjonowała zamknięta dzielnica żydowska, w której ludność żydowska pozostawałaby ściśle odizolowana od ludności chrześcijańskiej. Niemniej ze względu na położenie przy linii kolejowej oraz fakt, że zdecydowaną większość mieszkańców stanowili Żydzi, Izbica od początku była postrzegana przez Niemców jako „żydowskie miasto”. Już pod koniec 1939 roku wybrano ją na jedno z miejsc koncentracji Żydów, których wysiedlono z innych regionów okupowanej Polski. Z kolei w marcu 1942 roku, wraz z rozpoczęciem akcji „Reinhardt” utworzono tam „getto tranzytowe”, służące jako miejsce tymczasowego osiedlenia Żydów przed wywózką do obozów zagłady. Między marcem a czerwcem 1942 roku do Izbicy przywieziono około 12–14 tys. Żydów z Niemiec, Austrii, Protektoratu Czech i Moraw oraz marionetkowego państwa słowackiego. Z kolei jesienią 1942 roku Izbica stała się miejscem koncentracji Żydów z powiatów krasnostawskiego i zamojskiego.
W getcie panowały fatalne warunki bytowe i sanitarne, które pogarszały się wraz z napływem kolejnych fal przesiedleńców. Miejscowy szef Gestapo, Kurt Engels, wraz ze swym zastępcą Ludwikiem Klemmem zaprowadzili w Izbicy rządy terroru. Wkrótce zarysował się także poważny konflikt pomiędzy Żydami polskimi a Żydami zagranicznymi. Począwszy od marca 1942 roku, rozpoczęły się deportacje z Izbicy do obozów zagłady w Bełżcu i Sobiborze.
Getto tranzytowe w Izbicy istniało do listopada 1942 roku, a „getto szczątkowe” – do kwietnia 1943 roku. Przeszło przezeń około 20–26 tys. osób, spośród których niemal wszyscy zmarli lub zostali zamordowani.

## Żydzi izbiccy w pierwszych latach okupacji

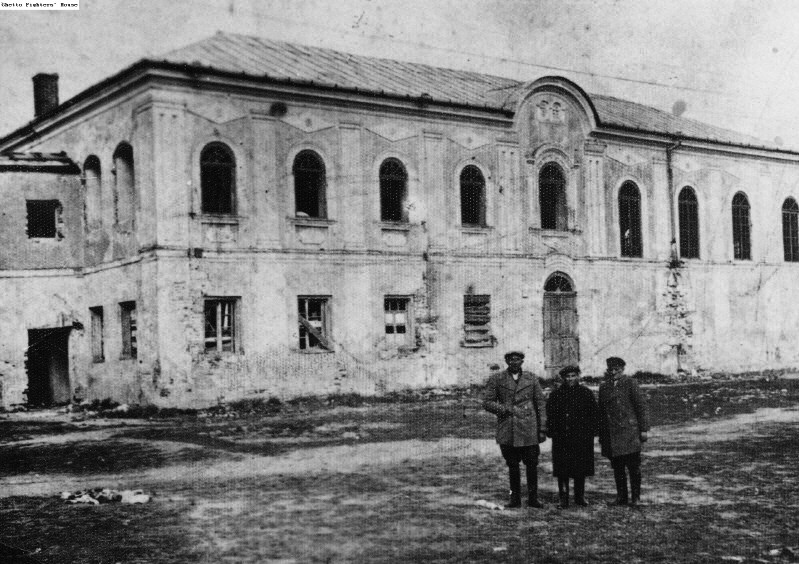
Synagoga w Izbicy. W czasie okupacji mieścił się w niej prowizoryczny szpital

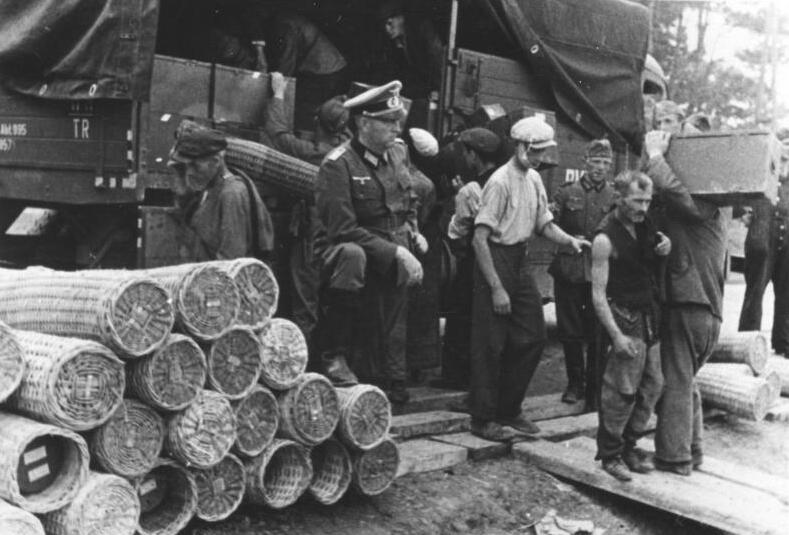
Żydzi pracujący przy rozładunku amunicji na stacji kolejowej w Izbicy, lipiec 1941 roku

W momencie wybuchu II wojny światowej w Izbicy mieszkało 5098 Żydów. Stanowili oni 95% populacji miasta.
15 września 1939 roku Izbica została zajęta przez wojska niemieckie. Thomas Blatt wspominał, że z rąk niemieckich żołnierzy zginęło wtedy sześciu Żydów. Encyclopedia of Camps and Ghettos nie wzmiankuje o takich zbrodniach, podaje natomiast, że żołnierze dopuścili się licznych grabieży w żydowskich sklepach.
Po kilku dniach Niemcy opuścili miasto, które w myśl postanowień paktu Ribbentrop-Mołotow miało się znaleźć w sowieckiej strefie okupacyjnej. Do Izbicy wkroczyła Armia Czerwona, którą ludność żydowska powitała z entuzjazmem. Miejscowi komuniści, na których czele stał szewc Abram Wajs, zorganizowali „czerwoną milicję”, która przystąpiła do rozbrajania polskich żołnierzy. Jednakże już pod koniec września – na mocy zapisów niemiecko-sowieckiego traktatu o granicach i przyjaźni, który na nowo rozgraniczał strefy wpływów obu totalitarnych mocarstw – Sowieci wycofali się z miasta. Z początkiem października Izbica ponownie znalazła się pod niemiecką okupacją.
Wraz z wojskami sowieckimi uciekła pewna liczba Żydów, przede wszystkim młodych mężczyzn. Niektóre źródła szacują liczbę uciekinierów nawet na około 1000 . W okresie przejściowym między odwrotem Armii Czerwonej a wkroczeniem Niemców miały miejsce akty przemocy na tle antysemickim. Miejscowi Polacy mieli wywrzeć w ten sposób zemstę za przypadki kolaboracji Żydów z Sowietami. Jedna osoba została zabita, a wiele innych odniosło rany.
Powrotowi Niemców do Izbicy towarzyszyła kolejna fala grabieży. Wkrótce wydano szereg zarządzeń wymierzonych w ludność żydowską. Ograniczały one m.in. swobodę przemieszczania się i prowadzenia działalności gospodarczej. Żydom narzucono także obowiązek noszenia opasek z gwiazdą Dawida. Na początku 1940 roku został powołany Judenrat, na którego czele stanął Abraham Blatt z kupcem Schneidermesserem jako zastępcą. W składzie rady znaleźli się ponadto: Mosser Sznajd, Milsztajn, Zylberberg, Bron, Klajner. Sformowano około czterdziestoosobową Żydowską Służbę Porządkową (ŻSP). Niezależnie od nich w Izbicy działała filia Żydowskiej Samopomocy Społecznej (ŻSS), która prowadziła kuchnię ludową oraz prowizoryczny szpital. Ten ostatni mieścił się w zrujnowanym budynku synagogi. Był zdolny pomieścić tylko 40 chorych, a rolę stołu operacyjnego pełnił tam zwykły, kuchenny stół.
W Izbicy nie utworzono zamkniętej dzielnicy żydowskiej, a miejscowi Żydzi i chrześcijanie przez cały okres okupacji mieszkali obok siebie, niekiedy nawet w tych samych domach. Niemniej Izbica była postrzegana przez niemieckie władze okupacyjne jako Judenstadt („żydowskie miasto”). Żydom nie wolno było jej opuszczać, obowiązywały także pewne ograniczenia w poruszaniu się w obrębie miasta. Niektórzy Żydzi byli skłonni postrzegać Izbicę jako jedno wielkie getto.
Wkrótce okupanci wybrali Izbicę na jedno z miejsc koncentracji Żydów, których wysiedlono z innych regionów okupowanej Polski lub przesiedlono w obrębie dystryktu lubelskiego. Przy podejmowaniu decyzji wzięto pod uwagę przeważająco żydowski charakter miasteczka, a także jego dogodne położenie geograficzne, przy linii kolejowej, w dolinie, która była z trzech stron otoczona wzgórzami, a z czwartej – rzeką Wieprz. Począwszy od końca 1939 roku, do miasta zaczęli napływać żydowscy przesiedleńcy z ziem wcielonych do III Rzeszy, m.in. z Koła, Kalisza i Łodzi. W marcu 1941 roku przybyło ponad tysiąc Żydów, których Niemcy wysiedlili z terenów powiatu konińskiego. Jednocześnie w marcu i kwietniu tegoż roku do Izbicy trafiło blisko tysiąc Żydów wysiedlonych z Lublina. W rezultacie w sierpniu 1941 roku liczba mieszkańców getta sięgnęła 7 tys., z czego około 2 tys. stanowili uchodźcy i wysiedleńcy.
Warunki, w których żyli izbiccy Żydzi, były bardzo ciężkie i pogarszały się wraz z napływem kolejnych fal uchodźców i przesiedleńców. Miasto było przeludnione. W niektórych izbach mieszkalnych musiało się pomieścić nawet 15 osób. Z powodu braku miejsca wielu Żydów było zmuszonych zamieszkać w pomieszczeniach sklepowych. Brakowało żywności i opału. Złe warunki sanitarne spowodowały, że na przełomie 1941 i 1942 roku w Izbicy wybuchła epidemia tyfusu .
Od pierwszych dni okupacji Niemcy angażowali izbickich Żydów do rozmaitych prac przymusowych, m.in. przy uprzątaniu ulic. Niektórych zmuszano także do pracy przy budowie lotniska w Zamościu. Wiosną 1940 roku kilkuset Żydów wysłano do różnych obozów pracy w dystrykcie lubelskim. Największa grupa trafiła do obozu pracy w Bełżcu, blisko ówczesnej granicy niemiecko-sowieckiej. Do obozów pracy trafiali przede wszystkim najubożsi Żydzi, którzy nie posiadali środków, aby się wykupić od wywózki.
We wrześniu 1941 roku w Izbicy utworzono placówkę Gestapo. Dowodził nią SS-Unterscharführer Kurt Engels, który pełnił jednocześnie funkcję szefa Sicherheitspolizei na cały powiat krasnostawski. Jego najbliższym współpracownikiem był SS-Rottenführer Ludwig Klemm. Obaj stali się wkrótce postrachem izbickich Żydów. Regularnie krążyli po ulicach miasta, mordując dla „rozrywki” przypadkowe osoby. Pewnego dnia mieli zastrzelić w domach i na ulicach około 35 Żydów, wśród nich nawet niemowlęta.

## „Getto tranzytowe”

### Transporty zagraniczne

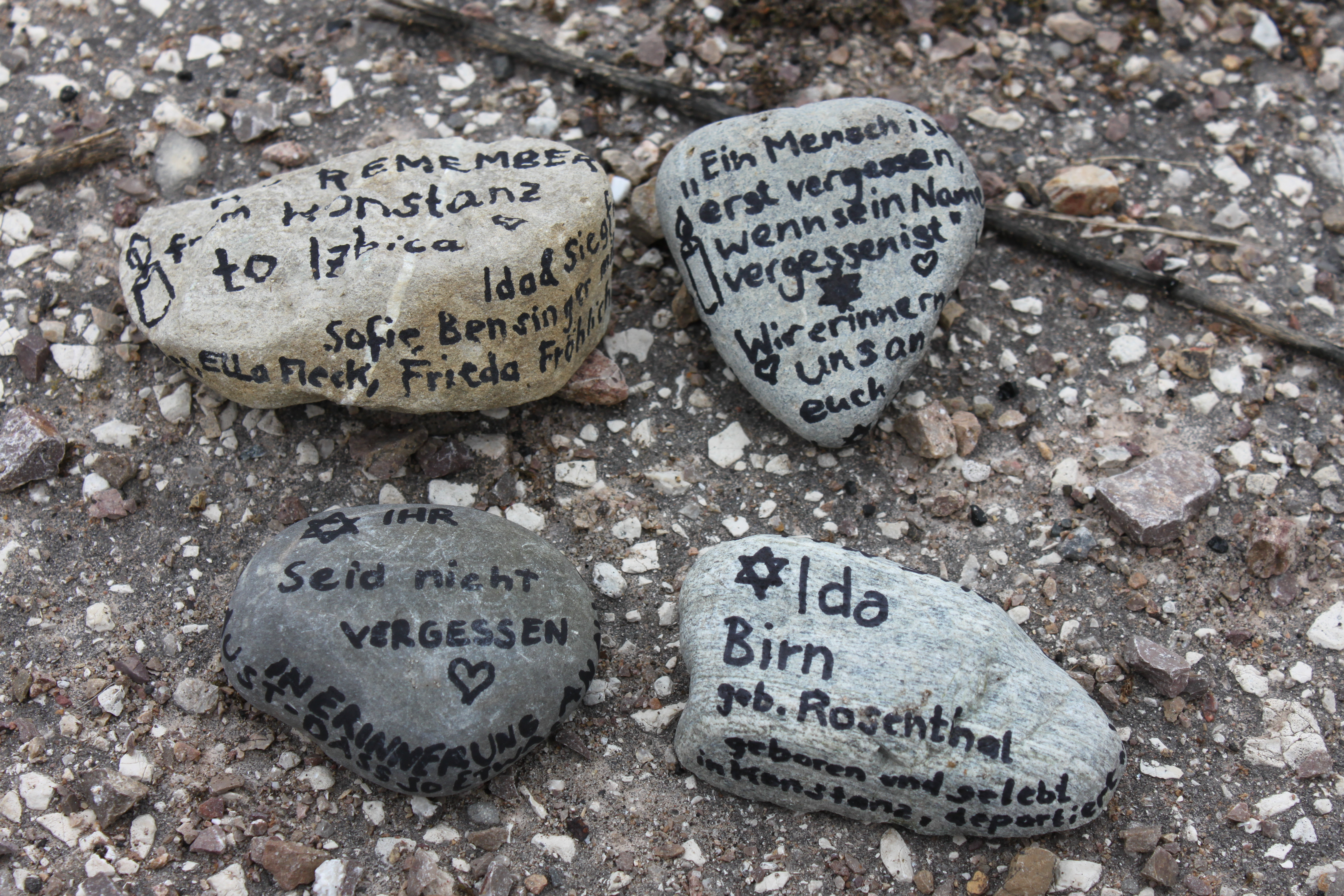
Kamienie pozostawione na stacji kolejowej w Izbicy, upamiętniające deportowanych Żydów niemieckich

W marcu 1942 roku inspekcję w Izbicy przeprowadził SS-Hauptsturmführer Hermann Höfle ze sztabu dowódcy SS i policji w dystrykcie lubelskim. Mimo protestów niemieckiego starosty powiatu krasnostawskiego, który wskazywał, że miasteczko jest przeludnione, podjął decyzję o skierowaniu do Izbicy transportów z Żydami z zagranicy. W ten sposób Izbica stała się jednym z dwóch pierwszych – obok Piask – „głównych punktów zbiorczych i przeładunkowych” (Hauptunterbringungs- und Umschlagpunkte), które SS zorganizowała w dystrykcie lubelskim. W polskiej literaturze przedmiotu ośrodki te określono później mianem „gett tranzytowych” lub „gett zbiorczych”.
Dla Żydów zagranicznych „getta tranzytowe” miały stanowić wyłącznie tymczasowe miejsce osiedlenia. Rozlokowanie deportowanych w miasteczkach położonych przy liniach kolejowych, w stosunkowo niewielkiej odległości od kluczowych ośrodków zagłady – Bełżca, Sobiboru, Majdanka, pozwalało Niemcom znacznie usprawnić proces eksterminacji. Ułatwiało także grabież żydowskiego mienia. Wreszcie poprzez rozlokowanie zagranicznych Żydów w dystrykcie lubelskim naziści uzyskiwali pożądany efekt propagandowy, uwiarygadniając swe zapewnienia, że celem deportacji jest wyłącznie osiedlenie ludności żydowskiej na nowo zdobytych terenach wschodnich.
11 marca 1942 roku do Izbicy dotarł pierwszy transport zagraniczny, w którym znajdowało się 1001 Żydów z getta Theresienstadt. Z datowanych na 2004 rok ustaleń Roberta Kuwałka wynika, że do 5 czerwca tegoż roku do izbickiego „getta tranzytowego” przybyło co najmniej siedemnaście transportów z Żydami z Niemiec, Austrii, Protektoratu Czech i Moraw oraz marionetkowego państwa słowackiego. Co najmniej część przeszła najpierw „selekcję” w Lublinie, podczas której pewną liczbę młodych mężczyzn wyłączono z transportów, a następnie osadzono w obozie koncentracyjnym na Majdanku lub w obozie pracy na tzw. Flugplatzu.
| Data transportu  | Liczba deportowanych | Miejsce pochodzenia deportowanych                                                     |
| ---------------- | -------------------- | ------------------------------------------------------------------------------------- |
| 11 marca 1942    | 1001                 | getto Theresienstadt                                                                  |
| 13 marca 1942    | 1003                 | Niemcy (prawdopodobnie Nadrenia)                                                      |
| 19 marca 1942    | 800–1000             | Niemcy (prawdopodobnie Nadrenia)                                                      |
| 25 marca 1942    | 955                  | Niemcy (prawdopodobnie Akwizgran, Kassel i Koblencja)                                 |
| 27 marca 1942    | 1008                 | Niemcy (Frankonia – w tym Bamberg, Fürth, Norymberga i Würzburg)                      |
| 9 kwietnia 1942  | 998                  | Wiedeń                                                                                |
| 22 kwietnia 1942 | 942                  | Niemcy (Duisburg, Düsseldorf, Essen, Krefeld, Mönchengladbach, Oberhausen, Wuppertal) |
| 26 kwietnia 1942 | 628                  | Niemcy (Badenia-Wirtembergia, w tym Stuttgart)                                        |
| 27 kwietnia 1942 | 600                  | getto Theresienstadt                                                                  |
| 28 kwietnia 1942 | 700–800              | Niemcy (Bamberg, Fürth, Norymberga, Schweinfurt, Würzburg)                            |
| 8 maja 1942      | 784                  | Niemcy (Frankfurt nad Menem)                                                          |
| 12 maja 1942     | 1001                 | Wiedeń                                                                                |
| 15 maja 1942     | 1006                 | Wiedeń                                                                                |
| 24 maja 1942     | 835                  | Niemcy (Frankfurt nad Menem, Wiesbaden)                                               |
| 29 maja 1942     | 1052                 | Słowacja (Nowa Wieś Spiska)                                                           |
| 30 maja 1942     | 1000                 | Słowacja (Poprad)                                                                     |
| 5 czerwca 1942   | 1001                 | Wiedeń                                                                                |

Encyclopedia of Camps and Ghettos podaje natomiast nieco odmienne dane na temat transportów zagranicznych: ich liczby, liczebności, miejsc, z których zostały odprawione, a także dat przybycia do Izbicy.
| Data transportu                        | Liczba deportowanych | Miejsce pochodzenia deportowanych                                                     |
| -------------------------------------- | -------------------- | ------------------------------------------------------------------------------------- |
| 13 marca 1942 (przybycie do Izbicy)    | 1001                 | getto Theresienstadt                                                                  |
| 19 marca 1942 (przybycie do Izbicy)    | 1003                 | getto Theresienstadt                                                                  |
| 25 marca 1942 (przybycie do Izbicy)    | 955                  | Niemcy (prawdopodobnie Akwizgran, Kassel i Koblencja)                                 |
| 27 marca 1942 (przybycie do Izbicy)    | 1008                 | Niemcy (Frankonia: Bamberg, Fürth, Norymberga i Würzburg)                             |
| 9 kwietnia 1942 (wyruszył w drogę)     | 998                  | Wiedeń                                                                                |
| 13 kwietnia 1942 (wyruszył w drogę)    | 1000                 | Wrocław                                                                               |
| 24 kwietnia 1942 (przybycie do Izbicy) | 942                  | Niemcy (Duisburg, Düsseldorf, Essen, Krefeld, Mönchengladbach, Oberhausen, Wuppertal) |
| 29 kwietnia 1942 (przybycie do Izbicy) | 628                  | Niemcy (Badenia-Wirtembergia, w tym Stuttgart)                                        |
| 30 kwietnia 1942 (przybycie do Izbicy) | 600                  | getto Theresienstadt                                                                  |
| 9 maja 1942 (przybycie do Izbicy)      | 784                  | Niemcy (Frankfurt nad Menem)                                                          |
| 15 maja 1942 (przybycie do Izbicy)     | 1001                 | Wiedeń                                                                                |
| 18 maja 1942 (przybycie do Izbicy)     | 1006                 | Wiedeń                                                                                |
| 26 maja 1942 (przybycie do Izbicy)     | 835                  | Niemcy (Frankfurt nad Menem)                                                          |
| 29 maja 1942 (przybycie do Izbicy)     | 1052                 | Słowacja (Nowa Wieś Spiska)                                                           |
| 30 maja 1942 (przybycie do Izbicy)     | 1000                 | Słowacja (Poprad)                                                                     |
| 5 czerwca 1942 (przybycie do Izbicy)   | 1001                 | Wiedeń                                                                                |

Całkowita liczba zagranicznych Żydów, których przymusowo osiedlono w izbickim „getcie tranzytowym”, sięgnęła prawdopodobnie około 12–14 tys.
Żydów zagranicznych oznakowano w sposób odmienny niż Żydów polskich. O ile ci ostatni byli zmuszeni nosić na ramieniu białą opaskę z niebieską gwiazdą Dawida, o tyle przesiedleńcy mieli wszyte w ubrania żółte łaty w kształcie gwiazdy Dawida .

### Warunki panujące w getcie

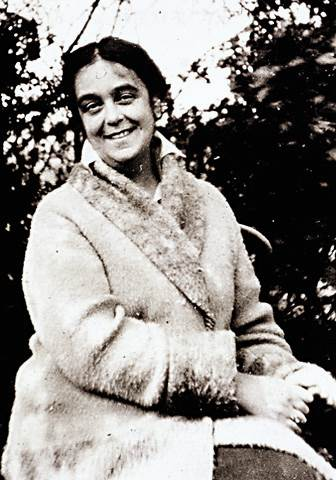
Käthe Loewenthal, niemiecka malarka pochodzenia żydowskiego, deportowana do Izbicy i tam zamordowana

Żydom niemieckim, których deportowano do dystryktu lubelskiego, zalecano przed wyjazdem, aby zabrali ze sobą prowiant na 14 dni, a także talerz lub garnek, łyżkę, koc i jedną zmianę pościeli. Pozwalano im zabrać jedną walizkę z odzieżą i środkami higieny, a także maksymalnie do 80 reichsmarek w gotówce. Z kolei Żydom z getta Theresienstadt pod groźbą kary śmierci zabroniono przewożenia jakichkolwiek sum pieniędzy.
W praktyce tylko Żydom z pierwszych transportów pozwolono zachować bagaż i prowiant. W pozostałych przypadkach regułą było, że podczas postojów i „selekcji” w Lublinie od pociągów z deportowanymi odczepiano wagony z zapasem żywności. Żydom odbierano także całość lub większą część bagażu. Po dotarciu na miejsce przeznaczenia okazywało się, że wcześniejsze zapewnienia władz niemieckich, iż na deportowanych czeka praca i mieszkania, były całkowicie nieprawdziwe. Ku swemu zaskoczeniu zagraniczni Żydzi dowiadywali się, że będą odtąd mieszkać w ubogim polskim sztetlu, w przeludnionych i rozpadających się drewnianych domach, zazwyczaj pozbawionych elektryczności i kanalizacji . Getto oficjalnie pozostawało otwarte, lecz ukształtowanie terenu umożliwiało Niemcom stosunkowo łatwą kontrolę nad przemieszczaniem się ludności.
Przybycie Żydów zagranicznych pogorszyło i tak już trudną sytuację bytową i sanitarną. Chcąc ograniczyć przeludnienie, Niemcy przesiedlili część zamieszkujących dotąd w Izbicy polskich Żydów do pobliskich miejscowości: Kraśniczyna, Gorzkowa i Siennicy Różanej. Trafiła tam również pewna liczba Żydów zagranicznych. Placówka ŻSS w Izbicy uruchomiła kuchnię ludową, w której potrzebującym wydawano raz dziennie pół litra zupy z niewielką ilością ziemniaków. Racje te były jednak dalece niewystarczające. W rezultacie w getcie panował głód i szerzyły się choroby. Osoby, które posiadały gotówkę lub wartościowe przedmioty, zakupywały szmuglowaną żywność. W praktyce mogli sobie na to pozwolić tylko uprzywilejowani Żydzi, związani z Judenratem, ŻSS lub policją żydowską. Żydzi zagraniczni otrzymywali niekiedy paczki od krewnych i przyjaciół z krajów pochodzenia. W czerwcu 1942 roku Niemcy całkowicie wstrzymali jednak korespondencję z zagranicą, nie chcąc dopuścić do rozprzestrzenienia się informacji o trwającym „ostatecznym rozwiązaniu”. Żydzi zagraniczni nie byli przystosowani do trudnych warunków panujących w Izbicy. Wielu zmarło z powodu głodu, chorób i ogólnego wycieńczenia.
Tylko nieliczni Żydzi znaleźli zatrudnienie: w majątku rodziny Smorczewskich w Tarnogórze lub w obozie pracy w folwarku Augustówka koło Surhowa. Dopiero latem 1942 roku w Izbicy uruchomiono warsztaty krawieckie, szewskie i garbarskie. Nie wiadomo, czy zatrudnieni w nich Żydzi otrzymywali jakiekolwiek wynagrodzenie.

### Stosunki między Żydami polskimi a Żydami zagranicznymi
Niemcy wydali zarządzenie, w myśl którego skład izbickiego Judenratu, a także miejscowe struktury ŻSS i ŻSP, miały zostać poszerzone o przedstawicieli Żydów zagranicznych. W rzeczywistości bardzo szybko zarysował się podział Judenratu na dwie frakcje: „polską” oraz „czesko-niemiecką”. Na czele pierwszej stał dotychczasowy prezes, Abraham Blatt. W składzie drugiej znaleźli się natomiast żydowscy kierownicy poszczególnych transportów. Znane są nazwiska niektórych spośród nich: A. Lob Pauner, Ludwig Wienheber, Nathan Rosenthal i Hugo Kolb. Sformowano także dwa osobne oddziały ŻSP: jeden złożony z Żydów polskich, drugi z Żydów zagranicznych.
Wśród Żydów, których deportowano do Izbicy, dominowali przedstawiciele niższych i średnich warstw społecznych (kupcy, sklepikarze, robotnicy). Niemniej znajdowali się wśród nich – zwłaszcza  w transportach czeskich i austriackich – także przedstawiciele inteligencji. W większości wypadków zagraniczni Żydzi byli osobami całkowicie lub częściowo zasymilowanymi. Nie brakowało wśród nich konwertytów oraz osób pochodzących z małżeństw mieszanych. Większość stanowiły kobiety z dziećmi oraz osoby starsze, gdyż zdolnych do pracy mężczyzn zazwyczaj odłączano podczas „selekcji” w Lublinie.
Żydzi czescy, niemieccy i austriaccy nie czuli większej więzi z „Żydami wschodnimi” (Ostjuden), których z reguły postrzegali jako ludzi żyjących na niższym poziomie kulturowym i cywilizacyjnym. Problemem była również bariera językowa, gdyż większość Żydów zagranicznych nie znała języka jidysz, którym na co dzień posługiwali się polscy Żydzi. Tych ostatnich drażniła z kolei arogancja przybyszów oraz okazywany przez nich brak poszanowania dla rozmaitych reguł judaizmu, w tym zasad koszerności. Silna identyfikacja Żydów zagranicznych z kulturą krajów pochodzenia była natomiast postrzegana niemalże jako kolaboracja .
Niemcy skrzętnie wykorzystywali owe uprzedzenia i animozje dla swoich celów. Burmistrz Jan Szulc i szef Gestapo Kurt Engels co do zasady faworyzowali Żydów zagranicznych. Gdy rozpoczęły się deportacje do obozów zagłady, korzystali z ich pomocy przy wywózce polskich Żydów. W późniejszym okresie nie mieli jednak oporów, by w zamian za dużą łapówkę pozwolić „polskiemu” Judenratowi na przeprowadzenie deportacji zagranicznych Żydów.

## Zagłada

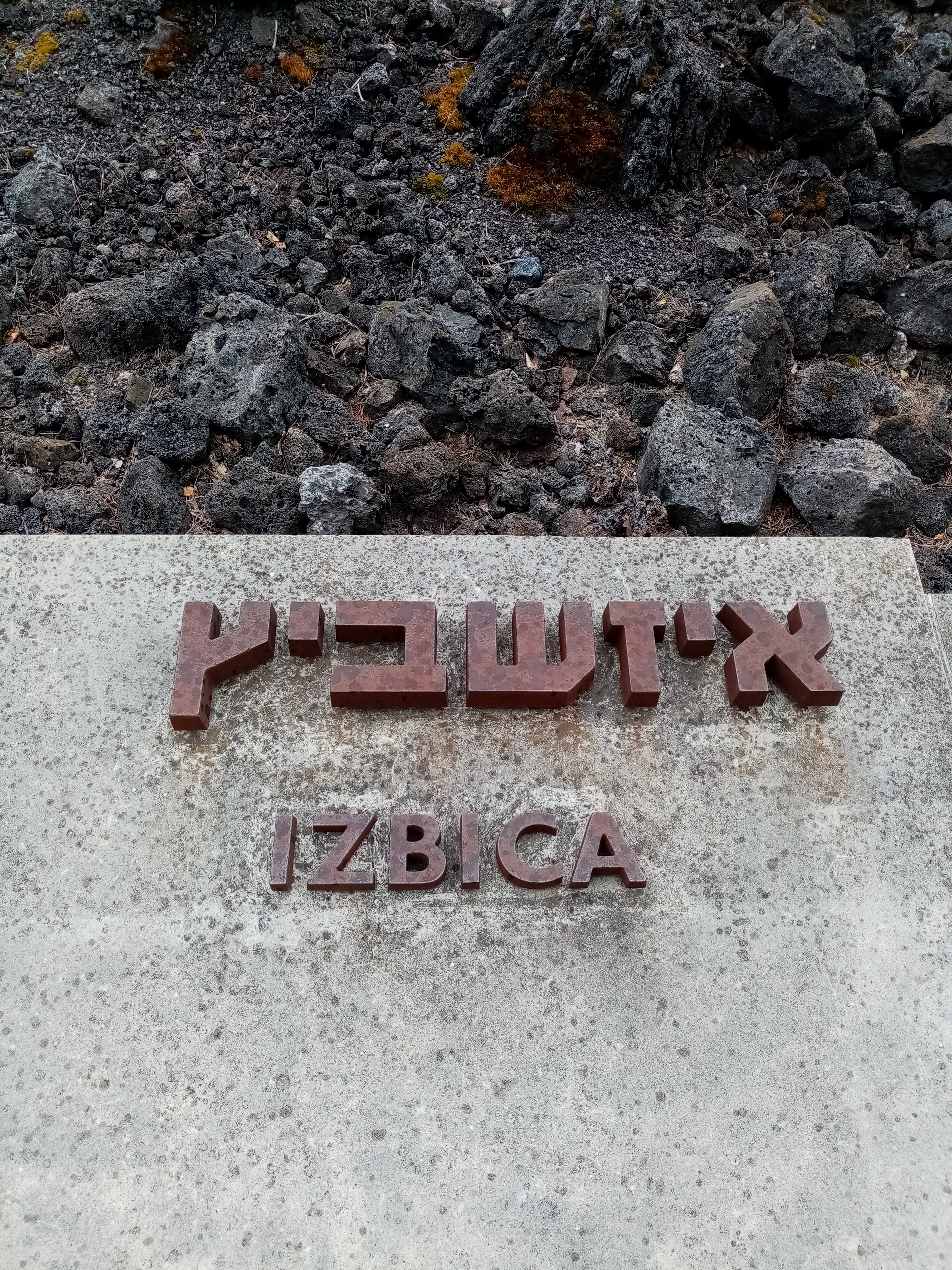
Upamiętnienie ofiar z Izbicy w Muzeum – Miejscu Pamięci w Bełżcu

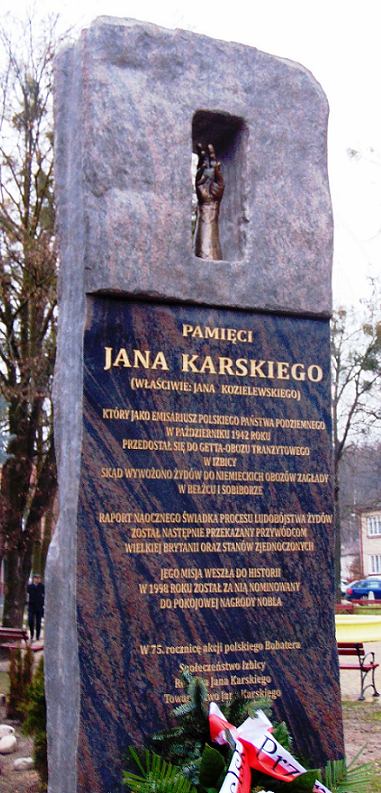
Pomnik w Izbicy upamiętniający Jana Karskiego

W marcu 1942 roku – w odpowiedzi na protesty starosty powiatu krasnostawskiego, który wskazywał, że przeludniona Izbica nie będzie w stanie pomieścić Żydów z transportów zagranicznych – Hermann Höfle obiecał, że powiat ten jako pierwszy zostanie „uwolniony od Żydów”. Pierwsza „akcja” likwidacyjna w Izbicy odbyła się 24 marca 1942 roku, a więc niespełna dwa tygodnie po przybyciu pierwszego transportu zagranicznego. Przeprowadzono ją rękoma miejscowych gestapowców, wachmanów z Oddziałów Wartowniczych Dowódcy SS i Policji na dystrykt lubelski, żandarmów z posterunku w Krasnymstawie, a także funkcjonariuszy „policji granatowej”. Do obozu zagłady w Bełżcu wywieziono wtedy około 2,2 tys. polskich Żydów. Kilkudziesięciu Żydów zastrzelono na miejscu; większość zginęła z rąk Kurta Engelsa i Ludwika Klemma. Jednym z celów „akcji” było zmniejszenie panującego w Izbicy przeludnienia. Nie udało się jednak tego osiągnąć, gdyż do miasteczka nadal docierały transporty zagraniczne, a w dodatku pozostawione przez deportowanych Żydów mieszkania zostały gruntownie ograbione i zdewastowane przez wachmanów oraz miejscowych Polaków.
Kolejna deportacja miała miejsce 12–15 maja 1942 roku i była elementem szerszej „akcji”, która objęła cały powiat krasnostawski. Ponownie była wymierzona w polskich Żydów i przeprowadzono ją przy wydatnym udziale „czesko-niemieckiej” frakcji Judenratu oraz „czesko-niemieckiego” oddziału ŻSP. Engels zakazał wtedy zagranicznym Żydom przechowywania polskich Żydów w swych domach, czemu ci pierwsi sumiennie się podporządkowali. W pierwszej fazie „akcji” kilkuset mężczyzn zostało wywiezionych do obozu koncentracyjnego na Majdanku. W dalszej kolejności około 400 Żydów deportowano do obozu zagłady w Sobiborze.
Trzecia „akcja” odbyła się 8 czerwca 1942 roku. Niemcy rozkazali wtedy, aby w punkcie zbornym na miejscowym rynku stawili się wszyscy Żydzi poniżej 15. roku życia oraz powyżej 55. roku życia. W dalszej kolejności starali się wyłapać osoby nieposiadające zaświadczeń o zatrudnieniu. Polscy Żydzi, do których dotarły już pierwsze informacje o losie wywiezionych, szukali schronienia w przygotowanych uprzednio kryjówkach lub w okolicznych lasach. Z kolei Żydzi zagraniczni w większości wypadków stawili się karnie na wezwanie władz niemieckich. Ostatecznie do Bełżca lub Sobiboru  wywieziono wtedy około 2 tys. osób. W gronie tym znaleźli się niektórzy członkowie „czesko-niemieckiej” frakcji Judenratu, których Engels i burmistrz Szulc zgodzili się deportować w zamian za dużą łapówkę wręczoną przez „polski” Judenrat.
Encyclopedia of Camps and Ghettos podaje, że 6–7 lipca 1942 roku Niemcy urządzili obławę na Żydów, którzy przebywali w Izbicy bez zezwolenia. Nieznana ich liczba miała zostać schwytana i deportowana 8 lipca do Sobiboru. Nie potwierdzają tego jednak inne źródła. W tym czasie obóz w Sobiborze był bowiem de facto nieczynny z powodu remontu prowadzących doń linii kolejowych oraz trwającej budowy nowych komór gazowych.
W następnych miesiącach w getcie zapanowała chwilowa stabilizacja. Niemcy nie przeprowadzali kolejnych „akcji”, a praca w nowo utworzonych warsztatach szewskich, krawieckich i garbarskich dawała wielu Żydom poczucie bezpieczeństwa. Niemniej na cmentarzu żydowskim Engels i Klemm wielokrotnie przeprowadzali egzekucje Żydów, których oskarżono o ukrywanie broni, szmugiel, nielegalny handel z Polakami lub prowadzenie korespondencji z krewnymi i przyjaciółmi z zagranicy. Jedną z ofiar była siostra zakonna żydowskiego pochodzenia, nazwiskiem Weiss, która za pośrednictwem polskiej rodziny ziemiańskiej – Smorczewskich, prowadziła potajemną korespondencję z wiedeńskim Caritasem. Została zastrzelona przez Ludwika Klemma po tym, gdy w czasie przypadkowej rewizji znalazł listy w jej torebce.
Dochodziło także do przypadków przemocy seksualnej. Burmistrz Szulc wyszukiwał młode Żydówki, które następnie były gwałcone podczas libacji, które urządzał razem ze swoimi kolegami.
Jesienią 1942 roku, gdy akcja „Reinhardt” była już w pełnym toku, Izbica zaczęła pełnić funkcję getta tranzytowego także dla polskich Żydów z powiatu krasnostawskiego i częściowo zamojskiego. Zazwyczaj przebywali oni w miasteczku nie dłużej jak kilka – kilkanaście dni, po czym byli wywożeni do obozów zagłady. Dokładna liczba przesiedlonych nie jest znana; według jednego z szacunków mogła sięgnąć 6 tys. osób. W tym okresie zorganizowano nową Radę Żydowską, w której składzie znaleźli się m.in. dotychczasowi prezesi Judenratów w mniejszych miejscowościach, z których Żydów przesiedlono do Izbicy.
Największa i najbrutalniejsza z „akcji wysiedleńczych” odbyła się 18–19 października 1942 roku. Niemcy określili później te wydarzenia mianem „czarnego dnia Izbicy”. Z miasta wywieziono wtedy na śmierć ponad 5 tys. Żydów. Około 2–3 tys. osób deportowano do Sobiboru, a pozostałych, w liczbie około 2,5 tys., do Bełżca. Około 500–700 Żydów zostało rozstrzelanych na łące przed stacją kolejową. Wymordowano wtedy m.in. dzieci z żydowskiego sierocińca.
Ostateczna likwidacja getta tranzytowego nastąpiła 2 listopada 1942 roku. Miasto zostało wtedy otoczone przez wachmanów z obozu w Trawnikach oraz „policję granatową”. Około 1750 Żydów zostało wywiezionych do Sobiboru. Pewną liczbę zabrano także do obozu pracy w Trawnikach . Wielu Żydów usiłowało przeczekać „akcję” w kryjówkach, jednakże Niemcy i ich kolaboranci gruntownie przeszukali getto. Korzystali przy tym z pomocy miejscowych Polaków – w szczególności członków ochotniczej straży pożarnej, którym obiecano, że będą mogli zachować pieniądze i kosztowności znalezione przy schwytanych Żydach. Stefan Sendłak – założyciel i przewodniczący Komitetu Zamojsko-Lubelskiego Niesienia Pomocy Żydom, później kierownik referatu terenowego „Żegoty” – odnotował:

Męty społeczne i strażacy polscy z Izbicy zachowywali się w straszny sposób […] W żadnej innej miejscowości […] nie znalazło się tyle hien polskich, które by tak licznie żerowały na okropnej ludzkiej tragedii.

Schwytanych Żydów doprowadzano do budynku remizy strażackiej, gdzie oczekiwali przez kilka dni, w ogromnym ścisku, bez wody i żywności. Wielu zmarło z pragnienia i braku powietrza. Pozostałych Niemcy doprowadzali grupami na cmentarz żydowski i tam rozstrzeliwali. Zginęło w ten sposób około 1–2 tys. osób. Na samym końcu Engels osobiście zastrzelił przewodniczącego Judenratu, Abrahama Blatta, oraz jego zastępcę Schneidermessera.
Jesienią 1942 roku do getta w Izbicy przedostał się potajemnie kurier Polskiego Państwa Podziemnego Jan Karski. Przebrany za wachmana ujrzał na własne oczy brutalne formowanie transportu do obozu zagłady. Wydarzenia, których był świadkiem, opisał później we wspomnieniach pt. Tajne państwo, aczkolwiek podając błędnie, że przedostał się wtedy do obozu zagłady w Bełżcu .

## „Getto szczątkowe”

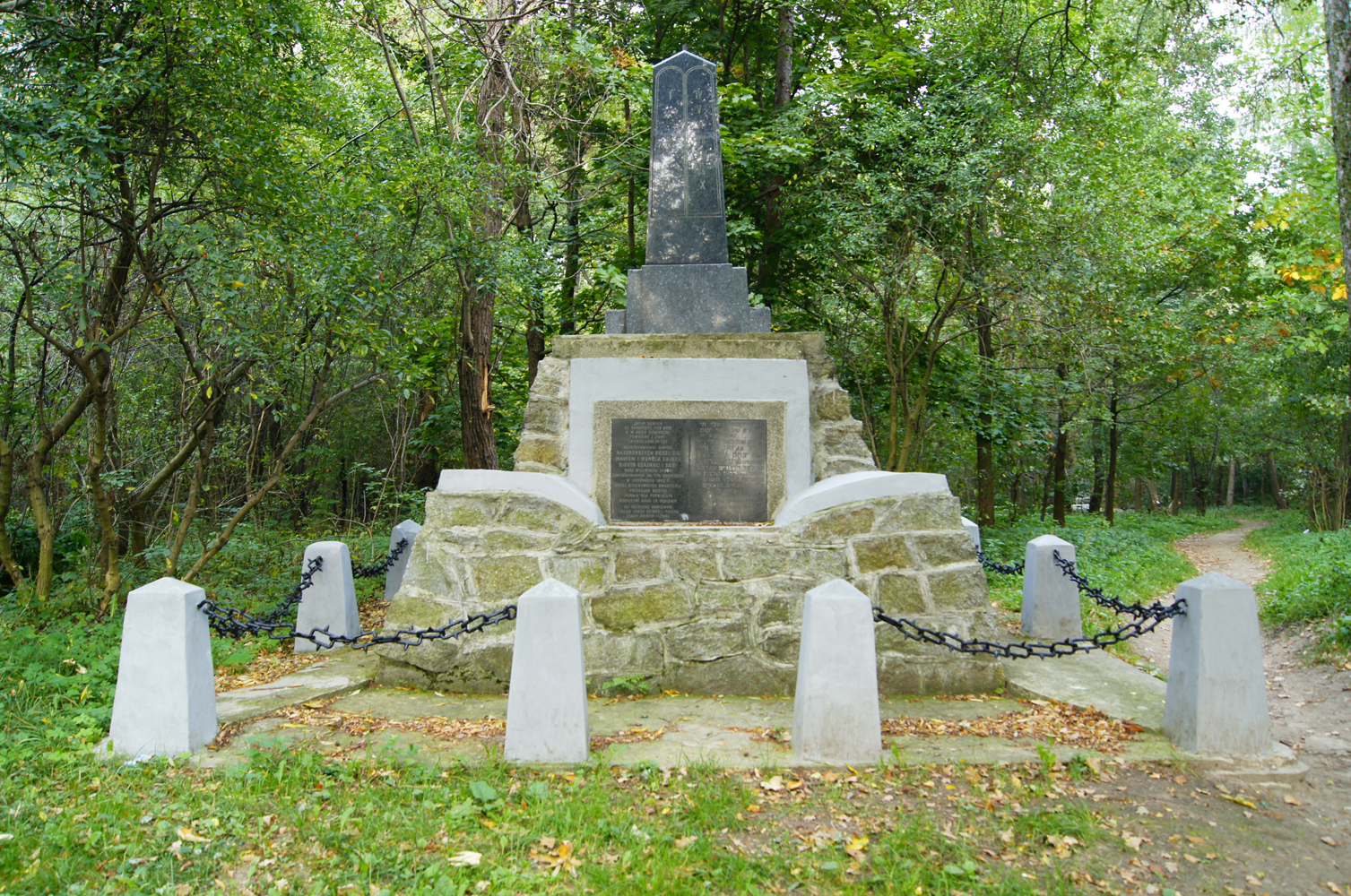
Pomnik na cmentarzu żydowskim w Izbicy

28 października 1942 roku Wyższy Dowódca SS i Policji „Wschód” (HSSPF „Ost”) SS-Obergruppenführer Friedrich Wilhelm Krüger wydał rozporządzenie dotyczące utworzenia tzw. gett szczątkowych w wybranych miastach dystryktów lubelskiego i warszawskiego. 10 listopada wydał podobne zarządzenie w sprawie utworzenia gett szczątkowych w dystryktach galicyjskim, krakowskim i radomskim. Były to odtąd jedyne miejsca na terenie Generalnego Gubernatorstwa, w których Żydzi mieli prawo legalnie zamieszkać. Zarządzenie dawało im czas do 30 listopada 1942 roku na przeniesienie się do „gett szczątkowych”. Niezastosowanie się do tego polecenia miało być karane śmiercią .
Jedno z „gett szczątkowych” utworzono w Izbicy. Objęło ono kilka budynków przy ul. Stokowej, nieopodal garbarni Altmanów, a także kilka budynków przy ul. Cichej, nieopodal miejscowej cegielni. Zamieszkało w nim kilkuset Żydów, którzy dotąd się ukrywali, lecz zdecydowali się powrócić do getta, nie widząc szans na przetrwanie zimy w lasach lub wśród ludności polskiej. Mieszkańcy „getta szczątkowego” pracowali przymusowo w obu wspomnianych zakładach. Utworzono także nowy Judenrat, na którego czele stanęli Leon-Lejb Blatt i Tadeusz Cwekin.
Niektóre źródła podają, że już w styczniu 1943 roku z Izbicy wywieziono do obozu w Sobiborze część mieszkańców „getta szczątkowego”. Encyclopedia of Camps and Ghettos podaje, że liczba deportowanych wtedy Żydów sięgnęła siedmiuset. Brak jednak informacji o takim transporcie w artykule Roberta Kuwałka podsumowującym informacje na temat transportów do Sobiboru w latach 1942–1943.
Ostateczna likwidacja „getta szczątkowego” nastąpiła 28 kwietnia 1943 roku. Samochodami ciężarowymi wywieziono wtedy do Sobiboru od 200 do 300 Żydów. W transporcie tym znaleźli się m.in. późniejsi uczestnicy powstania w Sobiborze: Tomasz Blatt oraz bracia Filip i Symcha Białowiczowie. Kilkunastu Żydów zostało zastrzelonych na miejscu.

## Epilog

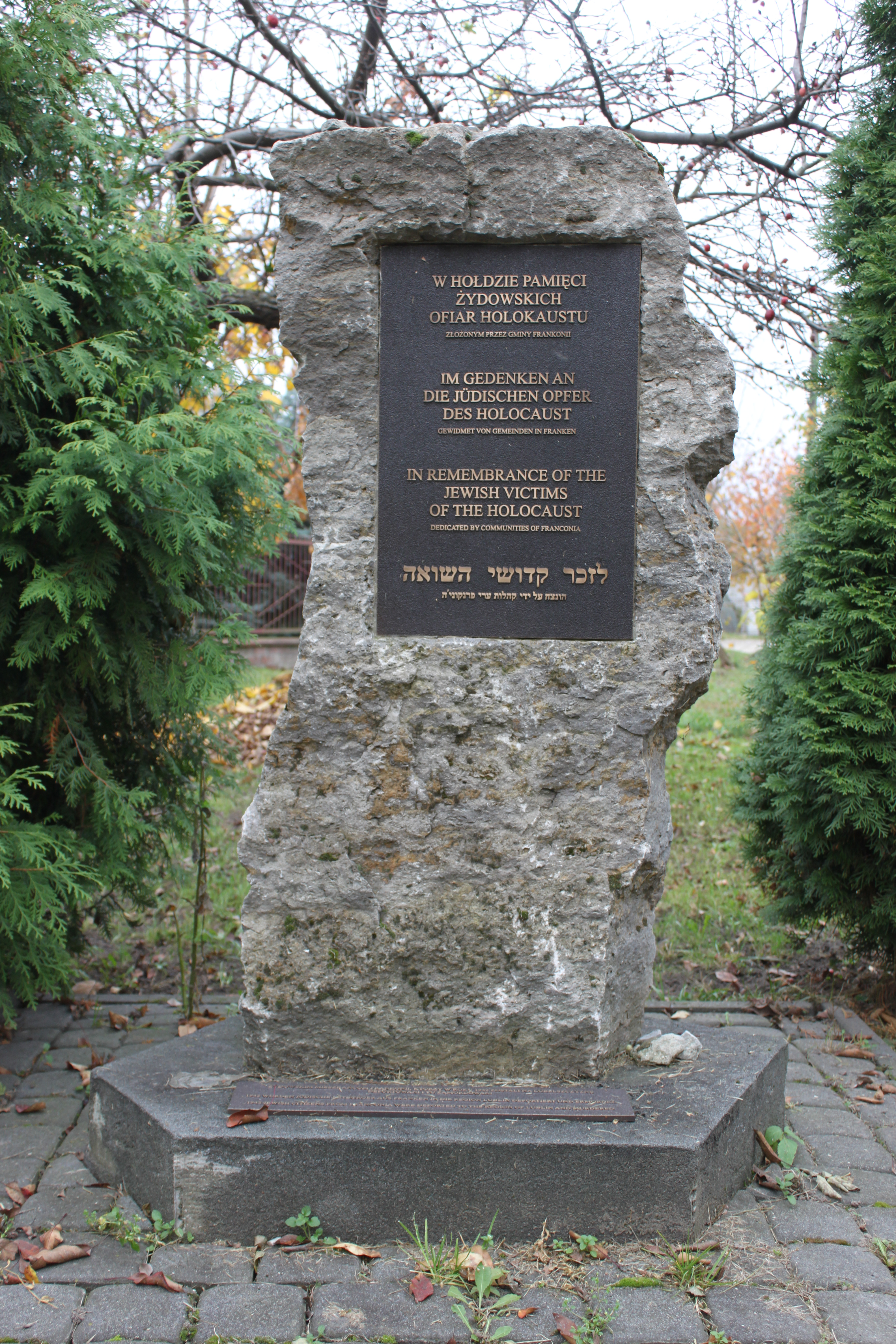
Pomnik przy ul. Lubelskiej w Izbicy, upamiętniający ofiary Zagłady, ufundowany przez gminy z Frankonii

Szacuje się, że w czasie II wojny światowej od 20 tys. do 26 tys. polskich i zagranicznych Żydów przeszło przez getto w Izbicy. Niemal wszyscy ponieśli śmierć. Z szacunków Rafała Hetmana wynika, że spośród Żydów, którzy zamieszkiwali w Izbicy przed wybuchem wojny i pozostali w niej po wycofaniu się Armii Czerwonej we wrześniu 1939 roku, prawdopodobnie tylko dwudziestu trzech ocalało z Zagłady. W starszych źródłach liczbę ocalałych szacowano na czternastu.
Dwie mieszkanki Izbicy, Halina Błaszczyk (z d. Babiarz) i jej matka Kazimiera Babiarz, które w czasie wojny uratowały żydowskiego chłopca Chanana Lipszyca, zostały w 1985 roku odznaczone medalem „Sprawiedliwy wśród Narodów Świata”.
W 2006 roku na cmentarzu żydowskim w Izbicy odsłonięto pomnik upamiętniający izbickich Żydów. Został on wzniesiony z inicjatywy katolickiego księdza Grzegorza Pawłowskiego i jego brata Chaima Grinera. Ksiądz Pawłowski, urodzony w żydowskiej rodzinie pod nazwiskiem Jakub Hersz Griner, był ocalałym z Zagłady, a w izbickim getcie stracił matkę i siostry. Na terenie cmentarza znajdują się ponadto trzy tablice pamiątkowe, upamiętniające zamordowanych Żydów polskich i zagranicznych.
Niewielki pomnik ku czci ofiar Zagłady znajduje się także przy ul. Lubelskiej w Izbicy. Został ufundowany przez gminy z niemieckiej Frankonii.
W grudniu 2017 roku na rynku w Izbicy odsłonięto pomnik upamiętniający akcję przedostania się Jana Karskiego w październiku w 1942 roku do getta tranzytowego w Izbicy.

## Odpowiedzialność sprawców
Okupacyjny burmistrz Izbicy, Jan Szulc, został zastrzelony przez polskich partyzantów w lutym 1944 roku.
Kurt Engels zamieszkał po wojnie w Niemczech Zachodnich. Założył w Hamburgu popularny lokal Café Engels. Został rozpoznany i aresztowany w 1957 roku. Popełnił samobójstwo 31 grudnia 1958 roku, przed zakończeniem procesu w sprawie zbrodni, które popełnił w okupowanej Polsce.
Ludwik Klemm mieszkał po wojnie w Niemczech Zachodnich pod przybranym nazwiskiem Ludwig Jantz. Został zidentyfikowany w 1978 roku, a w następnym roku nastąpiło jego zatrzymanie. W maju 1979 roku, tuż przed rozpoczęciem procesu, popełnił samobójstwo w więzieniu w Limburgu.
W latach 1947–1948 dziesięciu polskich mieszkańców Izbicy zostało postawionych w stan oskarżenia pod zarzutem kolaboracji z Niemcami. Odbyło się osiem procesów, lecz tylko w trzech zapadły wyroki skazujące:
- Piotr Rzeźnik, przed wojną listonosz i właściciel sklepu ze słodyczami, został skazany na karę śmierci pod zarzutem szpiegostwa na rzecz Niemiec, uczestnictwa w łapankach Polaków na roboty przymusowe w Rzeszy oraz wydania esesmanom ukrywającej się żydowskiej kobiety. Mimo że Rzeźnik aktywnie uczestniczył w deportacjach i egzekucjach Żydów, zarzuty dotyczące tych przestępstw nie znalazły się w akcie oskarżenia.
- Feliks Matys, który w czasie okupacji podpisał volkslistę oraz aktywnie uczestniczył w deportacjach i egzekucjach Żydów, został 23 lipca 1948 roku skazany przez sąd okręgowy w Lublinie na karę 10 lat więzienia. Na skutek odwołania wniesionego przez prokuraturę doszło jednak do drugiego procesu, w którym Matys został skazany przez sąd rejonowy Lublinie na karę śmierci, zamienioną później na karę dożywotniego pozbawienia wolności. W grudniu 1956 roku został zwolniony z więzienia ze względu na zły stan zdrowia. Jego żona, Anna, została skazana w tym samym procesie na karę ośmiu miesięcy więzienia.
- Henryk Królikowski został skazany na karę dziewięciu miesięcy więzienia i grzywnę w wysokości 2 tys. złotych, przy czym sąd uznał go winnym wyłącznie podpisania volkslisty. Z zarzutów dotyczących mordowania Polaków i Żydów został oczyszczony.
- w pozostałych procesach zapadły wyroki uniewinniające. Oczyszczony z zarzutów został m.in. polski sołtys Izbicy, Józef Gut, gdyż sąd uznał, że nie miał on możliwości okazania nieposłuszeństwa niemieckim rozkazom.